# Ministrymon ligia
Ministrymon ligia is een vlinder uit de familie van de Lycaenidae. De wetenschappelijke naam van de soort werd als Thecla ligia in 1877 gepubliceerd door William Chapman Hewitson.